# McBride Island
McBride Island är en ö i Kanada.   Den ligger i territoriet Nunavut, i den östra delen av landet, 2 100 km norr om huvudstaden Ottawa. Arean är 0,17 kvadratkilometer.
Terrängen på McBride Island är mycket platt. Öns högsta punkt är 16 meter över havet. Den sträcker sig 0,6 kilometer i nord-sydlig riktning, och 0,5 kilometer i öst-västlig riktning.